# آبانگان (جاوه)

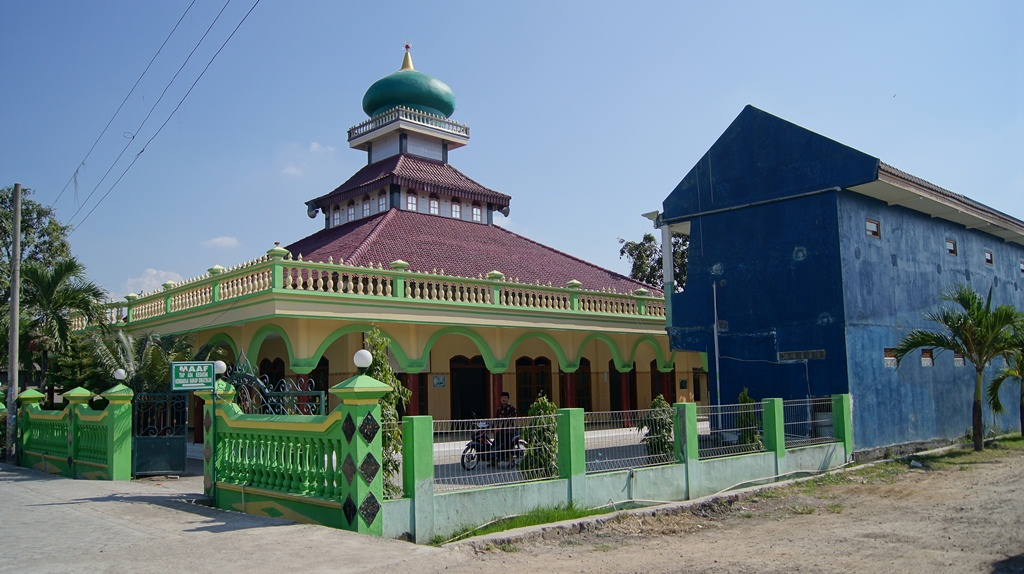
مسجد توریق الجنه، کرنگتوری، منگانتی

آبانگان (انگلیسی: Abangan) گروهی از مردم جاوه‌ای‌تبار و مسلمان ساکن اندونزی هستند. باور اسلامی آن‌ها نوعی باور التقاطی و تلفیقی است و با اسلام سانتری اندونزی تفاوت دارد.
نام آبانگان ظاهراً از کلمه جاوه‌ای «آبانگ» به معنی قرمز گرفته شده و اولین بار توسط کلیفورد گیرتز به‌کار رفته‌است، اما از آن به بعد معنی آن تغییر کرده‌است.
مردم آبانگان بیشتر به پیروی از یک نظام اعتقادی محلی به نام «عادت» و کباتینان گرایش دارند تا پیروی از احکام اسلام. باورهای آنها تلفیقی است از آیین‌های هندو، بودایی و زنده‌انگاری.
با این حال، برخی از محققان معتقدند که آنچه سنتاً به عنوان گونه اندونزیایی از اسلام تلقی می‌شود، اغلب جزئی از یک گونه مشابه در کشورهای دیگر است. برای نمونه، مارتین فان براینسن به شباهت بین مذهب «عادت» در اندونزی و مذهب تاریخی همانندی در میان مسلمانان مصر که توسط ادوارد لین توصیف شده‌است، اشاره می‌کند.